# Nuoto ai campionati mondiali di nuoto 2017 - 1500 metri stile libero maschili
La gara di nuoto dei 1500 metri stile libero maschili dei campionati mondiali di nuoto 2017 è stata disputata il 29 luglio e il 30 luglio presso la Duna Aréna di Budapest. Vi hanno preso parte 37 atleti provenienti da 32 nazioni.
La competizione è stata vinta dal nuotatore italiano Gregorio Paltrinieri, mentre l'argento e il bronzo sono andati rispettivamente all'ucraino Mychajlo Romančuk e all'australiano Mack Horton.

## Medaglie
| Posizione | Atleta               | Nazionalità |
| --------- | -------------------- | ----------- |
| Oro       | Gregorio Paltrinieri | Italia      |
| Argento   | Mychajlo Romančuk    | Ucraina     |
| Bronzo    | Mack Horton          | Australia   |

## Programma
| Data           | Ora (UTC+2) | Turno    |
| -------------- | ----------- | -------- |
| 29 luglio 2017 | 10:44       | Batterie |
| 30 luglio 2017 | 18:38       | Finale   |

## Record
Prima della manifestazione il record del mondo e il record dei campionati erano i seguenti.
| Record mondiale       | 14'31"02 | Sun Yang Cina | 4 agosto 2012 Londra, Regno Unito |
| Record dei campionati | 14'34"14 | Sun Yang Cina | 31 luglio 2011 Shanghai, Cina     |

Nel corso della competizione non sono stati migliorati.

## Risultati

### Batterie
| Posizione | Batteria | Corsia | Atleta               | Nazionalità   | Tempo    | Note |
| --------- | -------- | ------ | -------------------- | ------------- | -------- | ---- |
| 1         | 4        | 3      | Mychajlo Romančuk    | Ucraina       | 14'44"11 | Q    |
| 2         | 4        | 4      | Gregorio Paltrinieri | Italia        | 14'44"31 | Q    |
| 3         | 4        | 5      | Gabriele Detti       | Italia        | 14'50"10 | Q    |
| 4         | 4        | 7      | Jan Micka            | Rep. Ceca     | 14'55"47 | Q    |
| 5         | 3        | 6      | Wojciech Wojdak      | Polonia       | 14'57"39 | Q    |
| 6         | 4        | 6      | Henrik Christiansen  | Norvegia      | 14'57"41 | Q    |
| 7         | 3        | 4      | Mack Horton          | Australia     | 14'59"24 | Q    |
| 8         | 4        | 0      | Serhij Frolov        | Ucraina       | 14'59"32 | Q    |
| 9         | 2        | 4      | Park Tae-hwan        | Corea del Sud | 14'59"44 |      |
| 10        | 3        | 2      | Ahmed Akram          | Egitto        | 14'59"56 |      |
| 11        | 3        | 5      | Jack McLoughlin      | Australia     | 15'01"55 |      |
| 12        | 3        | 1      | Felix Auböck         | Austria       | 15'02"78 |      |
| 13        | 3        | 7      | Ilya Druzhinin       | Russia        | 15'03"05 |      |
| 14        | 2        | 3      | Marcelo Acosta       | El Salvador   | 15'04"79 |      |
| 15        | 2        | 0      | Victor Johansson     | Svezia        | 15'05"91 |      |
| 16        | 4        | 1      | True Sweetser        | Stati Uniti   | 15'07"38 |      |
| 17        | 4        | 2      | Florian Wellbrock    | Germania      | 15'07"43 |      |
| 18        | 3        | 3      | Daniel Jervis        | Gran Bretagna | 15'07"97 |      |
| 19        | 3        | 9      | Guilherme Costa      | Brasile       | 15'08"09 |      |
| 20        | 4        | 9      | Anton Ipsen          | Danimarca     | 15'10"02 |      |
| 21        | 4        | 8      | Robert Finke         | Stati Uniti   | 15'15"15 |      |
| 22        | 3        | 0      | Antonio Arroyo       | Spagna        | 15'18"50 |      |
| 23        | 2        | 2      | Brent Szurdoki       | Sudafrica     | 15'18"84 |      |
| 24        | 2        | 7      | Kristóf Rasovszky    | Ungheria      | 15'23"87 |      |
| 25        | 2        | 5      | Ji Xinjie            | Cina          | 15'23"91 |      |
| 26        | 2        | 6      | Ákos Kalmár          | Ungheria      | 15'23"96 |      |
| 27        | 2        | 1      | Ricardo Vargas       | Messico       | 15'24"79 |      |
| 28        | 2        | 8      | Guilherme Pina       | Portogallo    | 15'26"10 |      |
| 29        | 2        | 9      | Bogdan Scarlat       | Romania       | 15'26"18 |      |
| 30        | 1        | 9      | Nguyễn Hữu Kim Sơn   | Vietnam       | 15'29"90 |      |
| 31        | 1        | 3      | Huang Guo-ting       | Taipei cinese | 15'31"10 |      |
| 32        | 1        | 2      | Aflah Fadlan Prawira | Indonesia     | 15'31"27 |      |
| 33        | 1        | 5      | Dimitrios Negris     | Grecia        | 15'35"55 |      |
| 34        | 1        | 1      | Óli Mortensen        | Fær Øer       | 15'37"77 |      |
| 35        | 1        | 7      | Christian Bayo       | Porto Rico    | 15'52"78 |      |
| 36        | 1        | 6      | Wesley Roberts       | Isole Cook    | 16'15"04 |      |
| 37        | 1        | 0      | Franci Aleksi        | Albania       | 16'42"97 |      |
| -         | 1        | 4      | Martín Naidich       | Argentina     | -        | DNS  |
| -         | 1        | 8      | Felipe Tapia         | Cile          | -        | DNS  |
| -         | 3        | 8      | Sun Yang             | Cina          | -        | DNS  |

### Finale
| Posizione | Corsia | Atleta               | Nazionalità | Tempo    | Note |
| --------- | ------ | -------------------- | ----------- | -------- | ---- |
|           | 5      | Gregorio Paltrinieri | Italia      | 14'35"85 |      |
|           | 4      | Mychajlo Romančuk    | Ucraina     | 14'37"14 | RN   |
|           | 1      | Mack Horton          | Australia   | 14'47"70 |      |
| 4         | 3      | Gabriele Detti       | Italia      | 14'52"07 |      |
| 5         | 7      | Henrik Christiansen  | Norvegia    | 14'54"58 | RN   |
| 6         | 8      | Serhiy Frolov        | Ucraina     | 14'55"10 |      |
| 7         | 2      | Wojciech Wojdak      | Polonia     | 15'01"27 |      |
| 8         | 6      | Jan Micka            | Rep. Ceca   | 15'09"28 |      |